# Ron Howard (koszykarz)
Ron Howard (ur. 14 listopada 1982 w Chicago) – amerykański koszykarz, występujący na pozycjach rzucającego obrońcy oraz skrzydłowego, mistrz D-League, obecnie zawodnik Seul Samsung Thunders.

## Osiągnięcia
NCAA
- 2-krotnie zaliczony do II składu All-MCC (2005, 2006)[1]

D-League
- Mistrz D-League (2014)[2]
- MVP sezonu (2014)[3]
- Zaliczony do składów[4]:
  - All-NBA D-League First Team (2014)
  - All D-League Honorable Mention (2013)
  - NBA D-League Showcase Third Team (2013, 2014)
- 2-krotny laureat NBA D-League Sportsmanship Award (2013, 2014)[4]
- 3-krotny uczestnik NBA D-League All-Star Game (2010, 2013, 2014)[4]

Inne
- Mistrz CIBACOPA (2007 – II liga Meksyku)[5]
- Wicemistrz Wenezueli (2010)[5]
- Uczestnik CIBACOPA All-Star Game (2007)[5][6]